# Sobennikoffia poissoniana
Sobennikoffia poissoniana är en orkidéart som beskrevs av Joseph Marie Henry Alfred Perrier de la Bâthie. Sobennikoffia poissoniana ingår i släktet Sobennikoffia och familjen orkidéer. Inga underarter finns listade i Catalogue of Life.